# Нафтан
«Нафта́н» — білоруський футбольний клуб з Новополоцька. Заснований 1963 року.

## Назви клубу
- 1963–1974: «Нафтовик»
- 1979–1980: «Новополоцьк»
- 1981–1988: «Двина»
- 1989: «Комунальник»
- 1990–1991: «Двина»
- 1992–1994: «Нафтан»
- 1995–2000: «Нафтан-Девон»
- з 2001: «Нафтан»

## Досягнення
- Володар кубка Білорусі: 2008–2009, 2011–2012